# Sara Heyblom
Sara Heyblom (Amsterdam, 27 mei 1892 - aldaar, 20 juli 1990) was een Nederlands actrice.
Heyblom debuteerde in het seizoen 1911/1912 bij Het Tooneel, een gezelschap onder leiding van Willem Royaards. Ze speelde onder vrijwel alle grote toneelleiders, was te zien op televisie en in films. Zo was ze onder andere te zien als de leidster van een vereniging in de film Fanfare (1958) van Bert Haanstra. In de tv-komedieserie 't Schaep met de 5 pooten was ze te zien als tante Greet.
In 1978 verscheen haar boekje Spelend door het leven waarin ze herinneringen ophaalde aan haar lange loopbaan. De laatste jaren van haar leven bracht ze door in een Amsterdams verpleeghuis. Op 27 juli 1989 zond de NCRV-radio in het programma Volgspot een interview van Aart van Bergeijk met haar uit. Iets minder dan een jaar later overleed ze. Ze werd begraven op Zorgvlied.

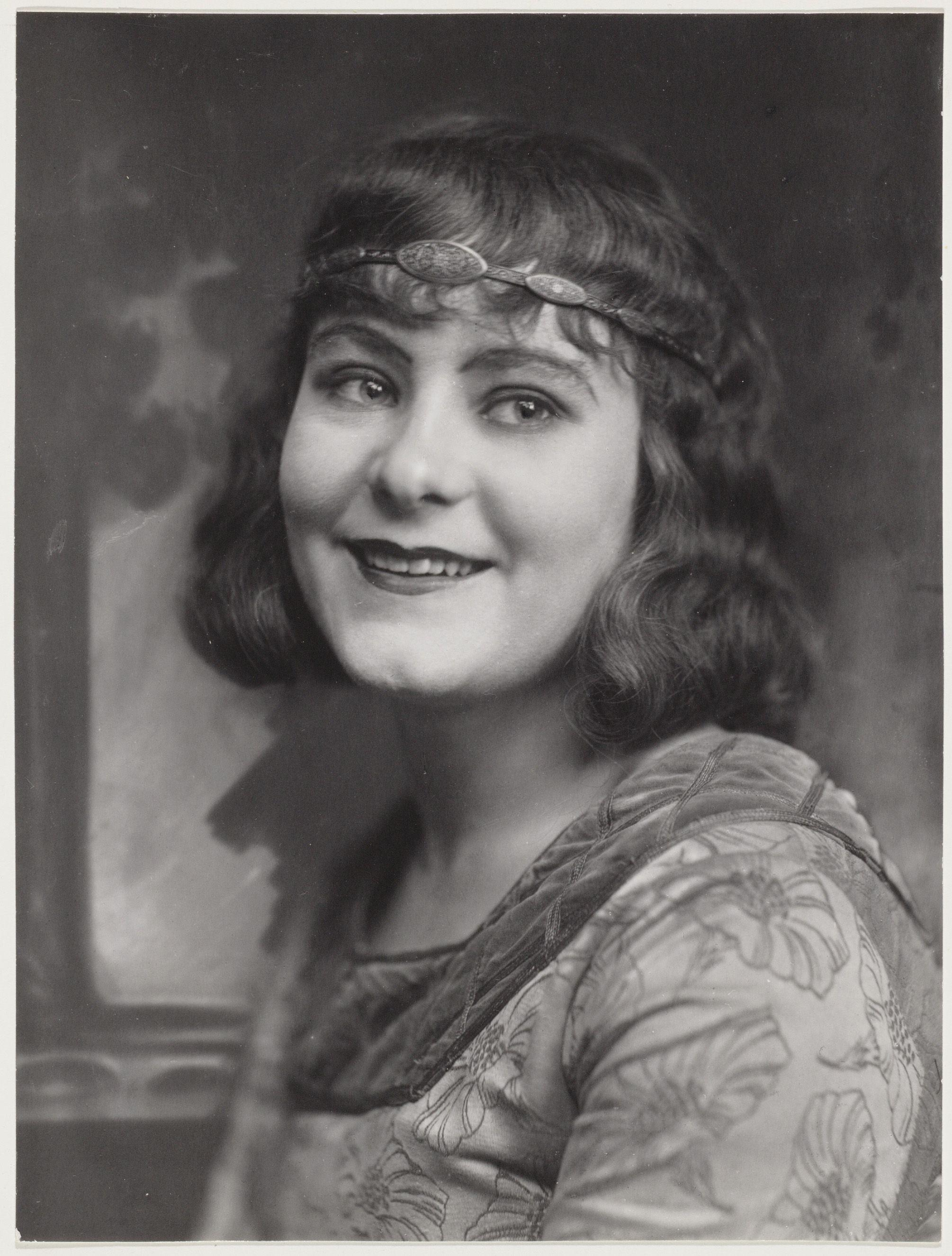
Heyblom in 1918
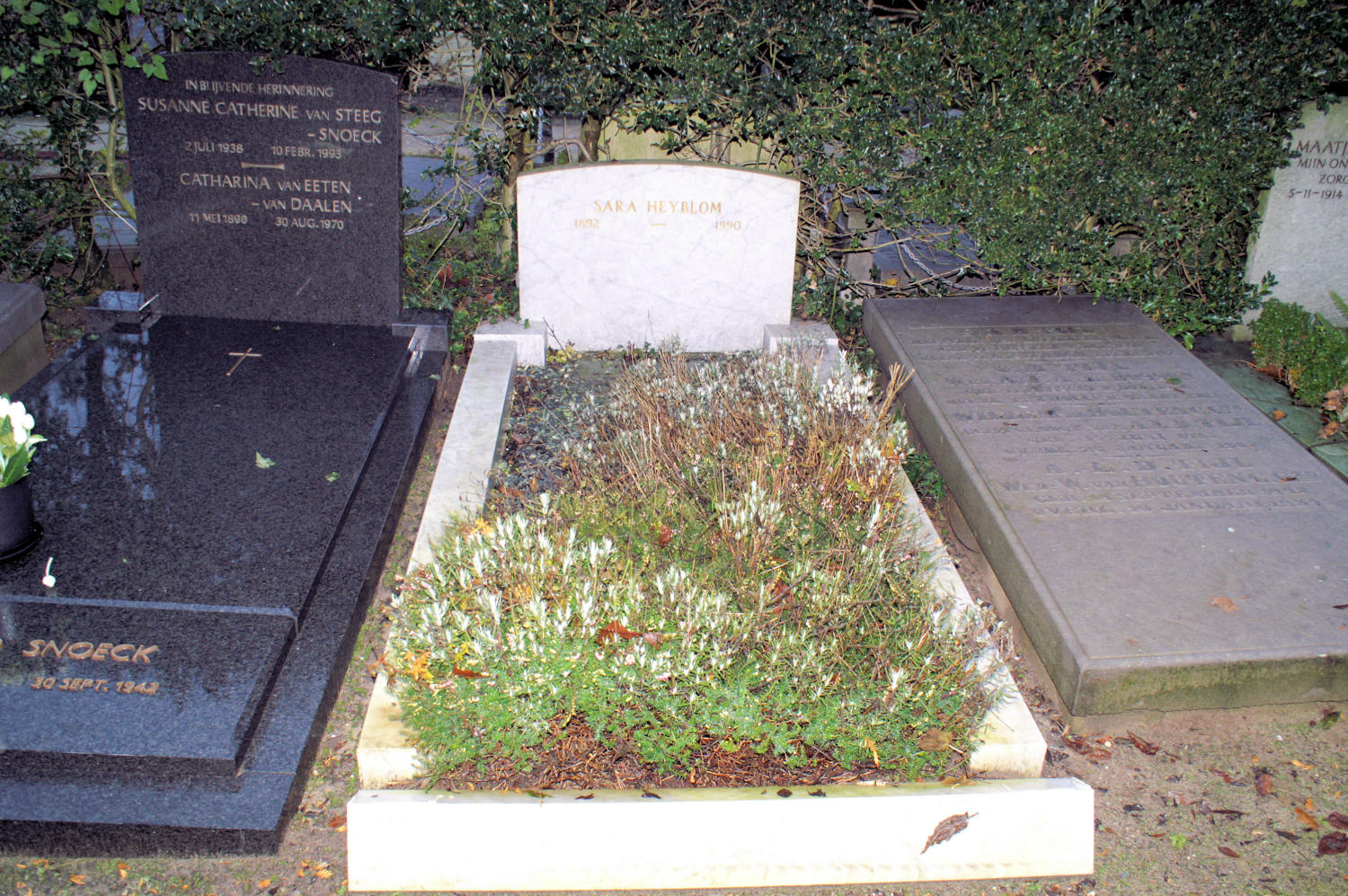
Graf van Sara Heyblom
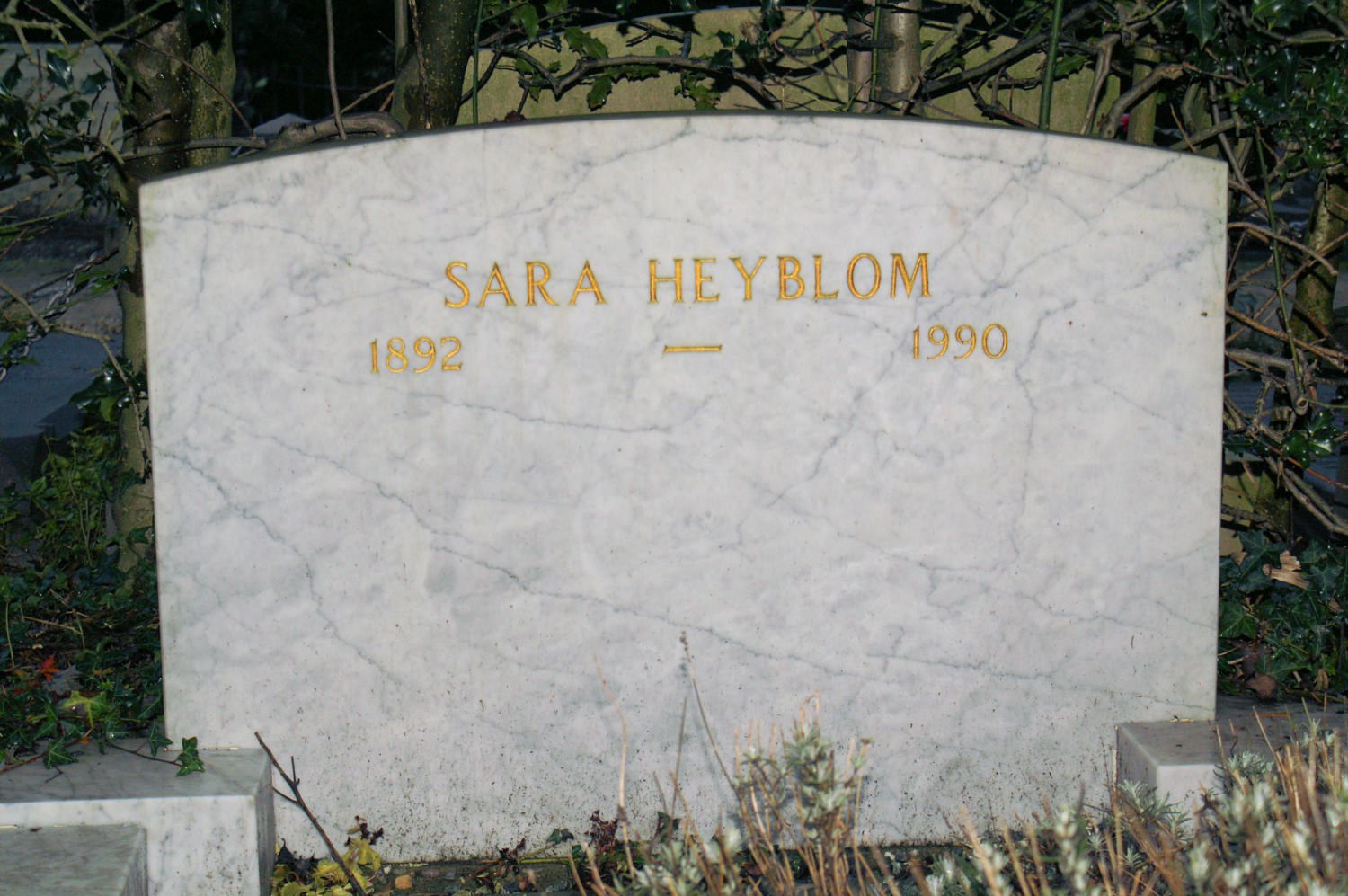
Grafsteen van Sara Heyblom